# Světový pohár v judu 2015
Světový pohár (SP) v judu tvoří během roku turnaje, na kterých se bojuje především o body ke kvalifikaci na olympijské hry. Kalendář turnajů a jejich pořadí se rok od roku liší. Turnaje jsou odstupňované podle prestiže a mimo bodů jsou i finančně dotované.

## Vítězové SP v roce 2015

### Grand Slam (GS) / Grand Prix (GP)
Sérii štědře dotovaných turnajů Grand Slam a Grand Prix pořádá Mezinárodní judistická federace. Je tvořena prestižními turnaji Tokijským Grand Slamem (Kano Cup) a Pařížským Grand Slamem (Pařížský turnaj). V závorce jsou uvedeny tradiční názvy turnajů, termíny Grand Prix a Grand Slam byly zavedeny po roce 2008. Ostatní turnaje GS a GP jsou zasazeny do zemí se zápasnickou tradicí a které mohou zaručit slušnou diváckou návštěvnost. Výjimkou je exotický Grand Slam v Abú Dhabí jehož zařazení je dáno štědrostí místních šejků.

#### Muži
| turnaj | turnaj     | měsíc    | superlehká váha        | pololehká váha          | lehká váha         | polostřední váha       | střední váha               | polotěžká váha        | těžká váha        |
| ------ | ---------- | -------- | ---------------------- | ----------------------- | ------------------ | ---------------------- | -------------------------- | --------------------- | ----------------- |
| GP     | Düsseldorf | Únor     | Toru Šišime            | Kengo Takaiči           | Šóhei Óno          | Joachim Bottieau       | Varlam Liparteliani        | Rjúnosuke Haga        | Rjú Šičinohe      |
| GP     | Tbilisi    | Březen   | Šarafuddin Lutfillajev | Davádordžín Tömörchüleg | Rustam Orudžov     | Alan Chubecov          | Beka Gviniašvili           | Elmar Gasimov         | Levan Matyjašvili |
| GP     | Samsun     | Březen   | Šarafuddin Lutfillajev | Rišod Sobirov           | Rustam Orudžov     | Loïc Pietri            | Noël Van 't End            | Elmar Gasimov         | F. Jaballah       |
| GP     | Záhřeb     | Květen   | Ovanes Davtjan         | Giorgi Zantaraija       | Laša Šavdatuašvili | Szabolcs Krizsán       | Krisztián Tóth             | Dmitrij Peters        | Jakiv Chammo      |
| GS     | Baku       | Květen   | Rustam Ibrajev         | Nidžat Šichalizade      | Rustam Orudžov     | Chasan Chalmurzajev    | Mašú Beiká                 | Adlan Bisultanov      | Barna Bor         |
| GP     | Budapešť   | Červen   | Jeldos Smetov          | Žansaj Smagulov         | Miklós Ungvári     | Y. Imamov              | Célio Dias                 | R. Dervíš             | Takeši Odžitani   |
| GP     | Ulánbátar  | Červenec | Dašdavágín Amartüvšin  | Davádordžín Tömörchüleg | Saj Jinťiž'kala    | Antoine Valois-Fortier | Lchagvasürengín Otgonbátar | Aaron Wolf            | Kenta Nišigata    |
| GS     | Ťumeň      | Červenec | Šindži Kido            | Tomofumi Takadžó        | Vali Kurdžev       | Ivan Vorobjov          | Mašú Beiká                 | Martin Pacek          | Hisajoši Harasawa |
| GP     | Taškent    | Říjen    | Juma Ošima             | Hifumi Abe              | Mirali Šaripov     | S. Toma                | Marc Odenthal              | Aaron Wolf            | Kenta Nišigata    |
| GS     | Paříž      | Říjen    | Naohisa Takató         | Davádordžín Tömörchüleg | Hirojuki Akimoto   | S. Sobirov             | Varlam Liparteliani        | Cyrille Maret         | Hisajoši Harasawa |
| GS     | Abú Dhabí  | Listopad | Amiran Papinašvili     | An Pa-ul                | An Čang-im         | Ivajlo Ivanov          | Lchagvasürengín Otgonbátar | Tagir Chajbulajev     | Kim Song-min      |
| GP     | Čching-tao | Listopad | Ilgar Muškijev         | Nidžat Šichalizade      | Sóiči Hašimoto     | Wang Ki-čchun          | Kenta Nagasawa             | Najdangín Tüvšinbajar | Teddy Riner       |
| GP     | Čedžu      | Listopad | Kim Won-čin            | Michail Puljajev        | An Čang-im         | Seidai Sató            | Kwak Tong-han              | Čo Ku-ham             | Teddy Riner       |
| GS     | Kano Cup   | Prosinec | Naohisa Takató         | Tomofumi Takadžó        | Hirojuki Akimoto   | Avtandil Črikišvili    | Mašú Beiká                 | Rjúnosuke Haga        | Hisajoši Harasawa |

#### Ženy
| turnaj | turnaj     | měsíc    | superlehká váha         | pololehká váha          | lehká váha           | polostřední váha          | střední váha            | polotěžká váha       | těžká váha           |
| ------ | ---------- | -------- | ----------------------- | ----------------------- | -------------------- | ------------------------- | ----------------------- | -------------------- | -------------------- |
| GP     | Düsseldorf | Únor     | Charline Van Snicková   | Ma Jing-nan             | Rafaela Silvaová     | Elis Šlezingrová          | Čizuru Araiová          | Kayla Harrisonová    | Kanae Jamabeová      |
| GP     | Tbilisi    | Březen   | Maryna Čerňaková        | Jaana Sundbergová       | Dordžsürengín Sumija | Tina Trstenjaková         | Szaundra Diedrichová    | Kayla Harrisonová    | Jü Sung              |
| GP     | Samsun     | Březen   | Paula Paretová          | Distria Krasniqiová     | Viola Wächterová     | Anicka van Emdenová       | Linda Bolderová         | Madeleine Malongaová | Ma S'-s'             |
| GP     | Záhřeb     | Květen   | Dilara Lokmanhekimová   | Andreea Chițuová        | Nekoda Davisová      | Tina Trstenjaková         | Linda Bolderová         | Anamari Velenšeková  | Belkız Zehra Kayaová |
| GS     | Baku       | Květen   | Monica Ungureanuová     | Érika Mirandaová        | Corina Căprioriuová  | Kathrin Unterwurzacherová | Sally Conwayová         | Guusje Steenhuisová  | Svitlana Jaromková   |
| GP     | Budapešť   | Červen   | Paula Paretová          | Mareen Krähová          | Lien Čen-ling        | Tina Trstenjaková         | María Bernabéuová       | Kayla Harrisonová    | Kayra Sayitová       |
| GP     | Ulánbátar  | Červenec | Laëtitia Payetová       | Ai Šišimeová            | Dordžsürengín Sumija | Cend-Ajušín Cerennadmid   | Bernadette Grafová      | Gemma Gibbonsová     | Čchin Čchien         |
| GS     | Ťumeň      | Červenec | Julia Figueroaová       | Joana Ramosová          | Cukasa Jošidaová     | Cedevsürengín Mönchzaja   | Haruka Tačimotová       | Guusje Steenhuisová  | Ma S'-s'             |
| GP     | Taškent    | Říjen    | Mönchbatyn Uranceceg    | Gülbadam Babamuratovová | Kim Čan-ti           | Edwige Gwendová           | Kim Song-jon            | Natalie Powellová    | Kim Min-čong         |
| GS     | Paříž      | Říjen    | Mönchbatyn Uranceceg    | Majlinda Kelmendiová    | Telma Monteirová     | Tina Trstenjaková         | Haruka Tačimotová       | Audrey Tcheuméová    | Emilie Andéolová     |
| GS     | Abú Dhabí  | Listopad | Irina Dolgovová         | Annabelle Euranieová    | Kim Čan-ti           | Clarisse Agbegnenouová    | Laura Vargasová Kochová | Marhinde Verkerková  | Ma S'-s'             |
| GP     | Čching-tao | Listopad | Funa Tonakiová          | Juka Nišidaová          | Dordžsürengín Sumija | Jang Ťün-sia              | Barbara Matićová        | Šori Hamadaová       | Jü Sung              |
| GP     | Čedžu      | Listopad | Galbadrachyn Otgonceceg | Andreea Chițuová        | Kim Čan-ti           | Clarisse Agbegnenouová    | Sally Conwayová         | Audrey Tcheuméová    | Sarah Asahinaová     |
| GS     | Kano Cup   | Prosinec | Ami Kondová             | Misato Nakamuraová      | Cukasa Jošidaová     | Martyna Trajdosová        | Čizuru Araiová          | Kayla Harrisonová    | Nami Inamoriová      |

### European Open (EO)
Série turnajů světového poháru pořádané Evropskou judistickou unií (EJU). Turnaje mají slušnou úroveň a dlouhou tradici. Účastní se jich primárně judisté z okolních zemí. Na rozdíl od Evropského poháru, který rovněž pořádá EJU, se body z turnajů EO započítávají do světového žebříčku Mezinárodní judistické federace.

#### Muži
| turnaj | turnaj  | měsíc  | superlehká váha        | pololehká váha   | lehká váha          | polostřední váha  | střední váha     | polotěžká váha     | těžká váha        |
| ------ | ------- | ------ | ---------------------- | ---------------- | ------------------- | ----------------- | ---------------- | ------------------ | ----------------- |
| EO     | Sofie   | Únor   | Adrien Raymond         | Jerasyl Sakenuly | Sam van 't Westende | Kim Če-pom        | Dmitrij Dovgan   | Michael Korrel     | Vlăduț Simionescu |
| EO     | Řím     | Únor   | Juma Ošima             | Tal Flikr        | Laša Šavdatuašvili  | Goki Marujama     | Mašú Beiká       | Rjúnosuke Haga     | Hisajoši Harasawa |
| EO     | Varšava | Únor   | Šarafuddin Lutfillajev | An Pa-ul         | Ganbátaryn Odbajar  | Wang Ki-čchun     | Kwak Tong-han    | Michail Kojašnikov | Maciej Sarnacki   |
| EO     | Kluž    | Květen | Bekir Özlü             | Adrian Gomboc    | Igor Wandtke        | Ivan Silva        | Mihael Žgank     | Artem Blošenko     | Onise Bugadze     |
| EO     | Minsk   | Červen | Otar Bestajev          | Kilian Le Blouch | Guillaume Chaine    | Mohamed Abd el-Ál | Axel Clerget     | José Armenteros    | Sven Heinle       |
| EO     | Glasgow | Říjen  | Jeroen Mooren          | Kilian Le Blouch | Guillaume Chaine    | Owen Livesey      | Ciril Grossklaus | Michael Korrel     | Matjaž Ceraj      |

#### Ženy
| turnaj | turnaj   | měsíc  | superlehká váha        | pololehká váha       | lehká váha          | polostřední váha          | střední váha             | polotěžká váha     | těžká váha            |
| ------ | -------- | ------ | ---------------------- | -------------------- | ------------------- | ------------------------- | ------------------------ | ------------------ | --------------------- |
| EO     | Sofie    | Únor   | Noa Minskrová          | Mako Učiová          | Ivelina Ilievová    | Megumi Cuganeová          | Čizuru Araiová           | Rika Takajamaová   | Svitlana Jaromková    |
| EO     | Oberwart | Únor   | Ebru Şahinová          | Ma Jing-nan          | Kaori Macumotová    | Kathrin Unterwurzacherová | Bernadette Grafová       | Mami Umekiová      | Megumi Tačimotová     |
| EO     | Praha    | Únor   | Čong Po-kjong          | Ma Jing-nan          | Lien Čen-ling       | Marta Labazinová          | Fanny-Estelle Posviteová | Gemma Gibbonsová   | Katarzyna Furmaneková |
| EO     | Kluž     | Květen | Monica Ungureanuová    | Andreea Chițuová     | Amélie Guihurová    | Juul Franssenová          | Sanne van Dijkeová       | Hawa Camaraová     | Larisa Cerićová       |
| EO     | Minsk    | Červen | Alexandra Podrjadovová | Darja Skrypniková    | Šušana Gevondjanová | Marielle Pruvosová        | Roxane Taeymansová       | Maike Ziechová     | Carolin Weißová       |
| EO     | Lisabon  | Říjen  | Taciana Limaová        | Majlinda Kelmendiová | Nora Gjakovaová     | Jennifer Wichersová       | Laura Vargasová Kochová  | Karen Stevensonová | Carolin Weißová       |

### Panamerican Open (PO)
Série turnajů světového poháru pořádané Panamerickou judistickou konfederací (PJC). Turnaje AO slouží k propagaci sportovního juda do exotických destinací. Účast je poměrně slabá, primárně slouží místním sportovcům, kteří si nemohou dovolit cestování po vzdálených turnajích. Dalšími účastníky jsou sportovci z jiných kontinentů, kteří se ze slabé účasti snaží vytěžit maximální počet bodů.

#### Muži
| turnaj | turnaj       | měsíc  | superlehká váha | pololehká váha   | lehká váha      | polostřední váha | střední váha       | polotěžká váha    | těžká váha      |
| ------ | ------------ | ------ | --------------- | ---------------- | --------------- | ---------------- | ------------------ | ----------------- | --------------- |
| PO     | Santiago     | Březen | Beslan Mudranov | Michail Puljajev | Miklós Ungvári  | Owen Livesey     | Kirill Děnisov     | Rafael Buzacarini | Renat Saidov    |
| PO     | Montevideo   | Březen | Beslan Mudranov | Michail Puljajev | Eduardo Barbosa | Ivan Nifontov    | Nacif Elias        | Luciano Corrêa    | Matjaž Ceraj    |
| PO     | Buenos Aires | Březen | Lenin Preciado  | Antoine Bouchard | Eduardo Barbosa | Owen Livesey     | Frazer Chamberlain | Luciano Corrêa    | Matjaž Ceraj    |
| PO     | San Salvador | Červen | Allan Kuwabara  | Ricardo Santos   | Daniel Williams | Emmanuel Lucenti | Colton Brown       | Hector Campos     | Freddy Figuéroa |

#### Ženy
| turnaj | turnaj       | měsíc  | superlehká váha | pololehká váha       | lehká váha              | polostřední váha     | střední váha       | polotěžká váha          | těžká váha          |
| ------ | ------------ | ------ | --------------- | -------------------- | ----------------------- | -------------------- | ------------------ | ----------------------- | ------------------- |
| PO     | Santiago     | Březen | Paula Paretová  | Julija Ryžovová      | Irina Zabludinová       | Andrea Gutiérrezová  | Roxane Taeymansová | Anastasija Dmitrijevová | Vanessa Zambottiová |
| PO     | Montevideo   | Březen | Edna Carrillová | Natalija Kuzjutinová | Jaione Equísoainová     | Mariana Silvaová     | Maria Portelaová   | Anastasija Dmitrijevová | Melissa Mojicaová   |
| PO     | Buenos Aires | Březen | Paula Paretová  | Angelica Delgadová   | Concepción Bellorínová  | Mariana Silvaová     | Amanda Oliveiraová | A.-L. Portuondová       | Rochele Nunesová    |
| PO     | San Salvador | Červen | Andrea Gómezová | E. Guicaová          | C. Beauchemin-Pinardová | Stéfanie Tremblayová | Alix Renaud-Royová | Samanta Soaresová       | Nina Cutro-Kellyová |

### African Open (FO)
Série turnajů světového poháru pořádané Africkou judistickou uní (AJU). Turnaje FO slouží k propagaci sportovního juda do exotických destinací. Účast je poměrně slabá, primárně slouží místním sportovcům, kteří si nemohou dovolit cestování po vzdálených turnajích. Dalšími účastníky jsou sportovci z jiných kontinentů, kteří se ze slabé účasti snaží vytěžit maximální počet bodů.

#### Muži
| turnaj | turnaj     | měsíc    | superlehká váha | pololehká váha   | lehká váha        | polostřední váha      | střední váha  | polotěžká váha | těžká váha   |
| ------ | ---------- | -------- | --------------- | ---------------- | ----------------- | --------------------- | ------------- | -------------- | ------------ |
| FO     | Tunis      | Leden    | Sofiane Milous  | Kilian Le Blouch | Guillaume Chaine  | Szabolcs Krizsán      | Imad Abdelavi | B. Fletcher    | F. Jaballah  |
| FO     | Casablanca | Březen   | Albert Oguzov   | Alexandre Mariac | Nuno Saraiva      | Dimitri Gomes-Tavares | Celio Dias    | L. Bouyacoub   | M. A. Tayeb  |
| FO     | Port Louis | Listopad | Bekir Özlü      | Patrick Gagne    | Arthur Margelidon | Srđan Mrvaljević      | Zack Piontek  | B. Fletcher    | Renat Saidov |

#### Ženy
| turnaj | turnaj     | měsíc    | superlehká váha   | pololehká váha      | lehká váha          | polostřední váha        | střední váha       | polotěžká váha       | těžká váha       |
| ------ | ---------- | -------- | ----------------- | ------------------- | ------------------- | ----------------------- | ------------------ | -------------------- | ---------------- |
| FO     | Tunis      | Leden    | Laëtitia Payetová | Petra Nareksová     | Nora Gjakovaová     | Anne-Laure Bellardová   | Marie-Eve Gahiéová | Madeleine Malongaová | Lucie Kanningová |
| FO     | Casablanca | Březen   | Laëtitia Payetová | Laura Holtzingerová | Maria Centracchiová | Linsay Tsang-sam-moïová | Anka Pogačniková   | Madeleine Malongaová | Elisa Marchiòová |
| FO     | Port Louis | Listopad | Irina Dolgovová   | Žanna Stankevičová  | Emilie Amaronová    | Jekatěrina Valkovová    | Asmá Njangová      | Laia Talarnová       | Sonia Aselahová  |

### Asian Open (AO)
Série turnajů světového poháru pořádané Asijskou judistickou unií (JUA). Turnaje AO slouží k propagaci sportovního juda do exotických destinací. Účast je poměrně slabá, primárně slouží místním sportovcům, kteří si nemohou dovolit cestování po vzdálených turnajích. Dalšími účastníky jsou sportovci z jiných kontinentů, kteří se ze slabé účasti snaží vytěžit maximální počet bodů.

#### Muži
| turnaj | turnaj    | měsíc    | superlehká váha | pololehká váha | lehká váha      | polostřední váha | střední váha | polotěžká váha | těžká váha       |
| ------ | --------- | -------- | --------------- | -------------- | --------------- | ---------------- | ------------ | -------------- | ---------------- |
| AO     | Tchaj-pej | Červenec | Matjaž Trbovc   | Adrian Gomboc  | Daniel Williams | Srđan Mrvaljević | Mihael Žgank | Won Čong-hun   | M. Abdurakhmonov |

#### Ženy
| turnaj | turnaj    | měsíc    | superlehká váha | pololehká váha          | lehká váha | polostřední váha     | střední váha | polotěžká váha    | těžká váha |
| ------ | --------- | -------- | --------------- | ----------------------- | ---------- | -------------------- | ------------ | ----------------- | ---------- |
| AO     | Tchaj-pej | Červenec | Čong Po-kjong   | Gulbadam Babamuratovová | Kim Čan-ti | Stéfanie Tremblayová | Kim Song-jon | Yahima Ramirezová | Kim Či-jun |

### Oceanian Open (OO)
Série turnajů světového poháru pořádané Oceánskou judistickou unií (OJU). Turnaje OO slouží k propagaci sportovního juda do exotických destinací. Účast je poměrně slabá, primárně slouží místním sportovcům, kteří si nemohou dovolit cestování po vzdálených turnajích. Dalšími účastníky jsou sportovci z jiných kontinentů, kteří se ze slabé účasti snaží vytěžit maximální počet bodů.

#### Muži
| turnaj | turnaj     | měsíc    | superlehká váha | pololehká váha | lehká váha      | polostřední váha | střední váha       | polotěžká váha | těžká váha  |
| ------ | ---------- | -------- | --------------- | -------------- | --------------- | ---------------- | ------------------ | -------------- | ----------- |
| OO     | Wollongong | Listopad | Pavel Petřikov  | Nathon Burns   | Marco Maddaloni | Emirhan Yücel    | Mammadali Mehdijev | L. Bouyacoub   | M. A. Tayeb |

#### Ženy
| turnaj | turnaj     | měsíc    | superlehká váha     | pololehká váha | lehká váha       | polostřední váha     | střední váha      | polotěžká váha         | těžká váha         |
| ------ | ---------- | -------- | ------------------- | -------------- | ---------------- | -------------------- | ----------------- | ---------------------- | ------------------ |
| OO     | Wollongong | Listopad | Katelyn Bouyssouová | E. Guicaová    | Emilie Amaronová | Stéfanie Tremblayová | Megan Fletcherová | Sarah-Myriam Mazouzová | Sarah Adlingtonová |